# 三河安城車站
三河安城車站（日语：／ Mikawa-anjō eki */?）是一位於日本愛知縣安城市三河安城町一丁目，隸屬於東海旅客鐵道（JR東海）的鐵路車站。三河安城車站是JR東海所屬的東海道新幹線與東海道本線之共用車站。
雖然為新幹線與在來線共用車站，但三河安城車站只停靠各站停車的班次。東海道新幹線只停靠回聲號，東海道本線只停靠普通列車，所有快速(包括快速、特別快速、區間快速、新快速)班次均不停靠。

## 車站結構
三河安城的站體分為新幹線站區與在來線站區兩部分，中間約有150公尺的距離並以通道連結，因此要轉車時必須先通過剪票口出了車站後，再重新進入另外一頭的站區。新幹線站區部分採高架車站設計，為兩座島式月台兩條乘車線的配置。在來線站區為部份站體設置於天橋上的地面車站，配置兩座側式月台，兩條乘車線。JR東海將在來線剪票口的營運委託給子公司東海交通事業負責。

### 新幹線
| 月台 | 路線         | 方向 | 目的地             |
| ---- | ------------ | ---- | ------------------ |
| 1    | 東海道新幹線 | 下行 | 名古屋、新大阪方向 |
| 2    | 東海道新幹線 | 上行 | 靜岡、東京方向     |

### 在來線
| 月台 | 路線       | 方向 | 目的地           |
| ---- | ---------- | ---- | ---------------- |
| 3    | 東海道本線 | 下行 | 名古屋、大垣方向 |
| 4    | 東海道本線 | 上行 | 岡崎、豐橋方向   |

## 使用情況
根據「愛知縣統計年鑑」與「安城統計」，1日平均上車人次如下表。
| 年度   | 一日平均 上車人次 |
| ------ | ----------------- |
| 1995年 | 4,277             |
| 1996年 | 4,290             |
| 1997年 | 4,459             |
| 1998年 | 4,555             |
| 1999年 | 4,478             |
| 2000年 | 4,652             |
| 2001年 | 4,787             |
| 2002年 | 4,884             |
| 2003年 | 4,952             |
| 2004年 | 5,028             |
| 2005年 | 5,262             |
| 2006年 | 5,417             |
| 2007年 | 5,529             |
| 2008年 | 5,555             |
| 2009年 | 5,132             |
| 2010年 | 5,456             |
| 2011年 | 5,416             |
| 2012年 | 5,615             |
| 2013年 | 5,822             |
| 2014年 | 6,059             |
| 2015年 | 6,569             |
| 2016年 | 6,760             |
| 2017年 | 7,186             |
| 2018年 | 7,660             |

## 相鄰車站
東海旅客鐵道
東海道新幹線
豐橋－三河安城－名古屋
 東海道本線
■特別快速、■新快速、■快速、■區間快速
通過
■普通
安城（CA54）－三河安城（CA55）－東刈谷（CA56）

## 外部連結
- 三河安城 - 東海旅客鐵道

34°58′13″N 137°3′41″E / 34.97028°N 137.06139°E